# Ocotal
Ocotal is een gemeente in Nicaragua en de hoofdstad van het departement Nueva Segovia. De stad ligt in het noorden van het land. De gemeente (municipio) telde 44.000 inwoners in 2015, waarvan ongeveer 99 procent in urbaan gebied (área de residencia urbano) woont.
Voetbalclub Deportivo Ocotal komt uit de stad.

## Toponymie
De naam komt van het woord dat dennenhars betekent in het Nahuatl, dit komt door de overvloed van coniferen in de regio. Een bijnaam van de stad is dan ook "Ciudad de los Pinos" (Stad van de Dennen). Een andere bijnaam is "La Sultana del Norte" (De Sultan van het Noorden).

## Stedenbanden
Ocotal heeft stedenbanden met:
- Hartford (Verenigde Staten)[4]
- Swindon (Verenigd Koninkrijk)
- Wiesbaden (Duitsland)